# How to Lose a Guy in 10 Days
How to Lose a Guy in 10 Days (bra: Como Perder um Homem em 10 Dias) é uma comédia romântica norte-americana e alemã filmada em 2003. A película baseia-se na obra de Michele Alexander e Jeannie Long, tendo sido realizada por Donald Petrie e estrelada por Kate Hudson e Matthew McConaughey.
Gwyneth Paltrow e o diretor Mike Newell estavam originalmente ligados ao projeto, mas a produtora Lynda Obst não conseguiu fazer Newell se comprometer com uma data e Paltrow passou a trabalhar no filme View from the Top.
O vestido amarelo que Kate Hudson usava no filme foi criado pela designer de celebridades Dina Bar-El. O colar que ela usa com o vestido amarelo é chamado, no filme, de Isadora Diamond em homenagem a Isadora Duncan. O diamante amarelo de 80 quilates no colar foi projetado por Harry Winston, e vale US$6 milhões. Katherine Heigl é uma das modelos que aparece na capa da revista "Composure Magazine". A maior parte da cena onde Andie invade a "noite dos meninos" no apartamento de Benjamin foi improvisada, Kate Hudson teve a ideia de jogar os legumes nos rapazes, mas combinou apenas com o diretor Donald Petrie e a reação de surpresa dos atores foi realmente verdadeira. Kate improvisou também os beijos em Matthew na cena em que apresenta o "novo cachorro do casal", deixando seu colega sem entender nada. Ambos voltariam a atuar juntos em Fool's Gold.
O filme foi lançado em 7 de fevereiro de 2003 e ganhou US$23,774,850 em seu primeiro final de semana. Seu faturamento final é de US$105,813,373 nos Estados Unidos e US$71,558,068 internacionalmente. O filme recebeu críticas mistas dos críticos. Metacritic deu ao filme uma pontuação de 45 de 100, com base em 31 críticos, indicando "revisões mistas ou médias". Rotten Tomatoes atribuiu ao filme uma classificação de 42%, com base em 149 comentários, com uma classificação média de 5/10. O consenso crítico do site diz: "Matthew McConaughey e Kate Hudson são charmosos juntos, mas não conseguem superar a premissa boba e o roteiro previsível de Como Perder um Homem em 10 Dias".

## Sinopse
Ben Barry é um publicitário que aposta com duas colegas de trabalho que consegue fazer uma mulher apaixonar-se por si em apenas 10 dias. A sua vítima é Andie Anderson mas, o que Ben desconhece, é que Andie anda a escrever um artigo na primeira pessoa sobre Como Perder um Homem em 10 Dias, para a revista feminina "Compusure", onde trabalha como jornalista. Os encontros resultantes destas apostas revelam-se delirantes e divertidos episódios, mas os dois acabam por se apaixonar a sério. O que resultará de tudo isto?

## Elenco
- Kate Hudson — Andie Anderson
- Matthew McConaughey — Benjamin 'Benny' Barry
- Kathryn Hahn — Michelle Rubin
- Annie Parisse — Jeannie Ashcroft
- Adam Goldberg — Tony
- Thomas Lennon — Thayer
- Michael Michele — Judy Spears
- Shalom Harlow — Judy Green
- Bebe Neuwirth — Lana Jong
- Celia Weston — Glenda Barry
- Robert Klein — Phillip Warren
- Samantha Quan — Lori
- Justin Peroff — Mike
- James Murtaugh — Jack Barry
- Archie MacGregor — tio Arnold
- Liliane Montevecchi — Sra. DeLauer
- Marvin Hamlisch — ele mesmo